# Deutsche Kurzbahnmeisterschaften 1994
Die Deutschen Kurzbahnmeisterschaften 1994 im Schwimmen fanden vom 9. bis 11. Dezember 1994 in der Rostocker Neptun-Schwimmhalle statt und wurden vom PSV Rostock organisiert. Der Veranstalter war der Deutsche Schwimm-Verband. Es wurden bei Männern und Frauen Wettkämpfe in je 12 Disziplinen ausgetragen.
| Disziplin           | Männer           | Männer                   | Männer | Frauen                | Frauen              | Frauen   |
| Disziplin           | Name             | Verein                   | Zeit   | Name                  | Verein              | Zeit     |
| 100 m Freistil      | Christian Tröger | SV Würzburg 05           |        | Franziska van Almsick | SC Berlin           | 00:53,52 |
| 200 m Freistil      | Christian Keller | SG Essen                 |        | Julia Jung            | SG Lahn-Eder        |          |
| 400 m Freistil      | Sebastian Wiese  | SC Magdeburg             |        | Franziska van Almsick | SC Berlin           | 04:06,05 |
| 800 m Freistil      |                  |                          |        | Julia Jung            | SG Lahn-Eder        |          |
| 1500 m Freistil0    | Steffen Zesner   | SC Berlin                |        |                       |                     |          |
| 100 m Brust         | Mark Warnecke    | SG Essen                 |        | Manuela Näckel        | SG Essen            |          |
| 200 m Brust         | Jens Kruppa      | SC DHfK Leipzig          |        | Silvia Pulfrich       | SV Nikar Heidelberg |          |
| 100 m Schmetterling | Christian Keller | SG Essen                 |        | Julia Voitowitsch     | SG Frankfurt        |          |
| 200 m Schmetterling | Robert Seibt     | Wasserfreunde Spandau 04 |        | Jutta Renner          | TG Biberach         |          |
| 100 m Rücken        | Peter Oberglock  | VfL Sindelfingen         |        | Sandra Völker         | SG Hamburg          |          |
| 200 m Rücken        | Jirka Letzin     | PSV Rostock              |        | Cathleen Rund         | SG Neukölln Berlin  |          |
| 200 m Lagen         | Christian Keller | SG Essen                 |        | Daniela Hunger        | SC Berlin           |          |
| 400 m Lagen         | Robert Seibt     | Wasserfreunde Spandau 04 |        | Cathleen Rund         | SG Neukölln Berlin  |          |